# Gertrudenhof (Hennef)
Gertrudenhof war ein Ortsteil der Gemeinde Geistingen und ist heute Teil der Stadt Hennef (Sieg).

## Lage
Der Weiler lag nördlich der Frankfurter Straße und am heutigen Autobahnanschluss Hennef-Ost.

## Geschichte
1910 gab es in Gertrudenhof die Haushalte Werkmeister Reinhard August, Fabrikarbeiter Heinrich Böcking, Eisendreher Gottfried Neuhalfen, Dreher Eduard Ryste, Ackerer Engelbert Schmitz, Werkmeister Heinrich Sippel, Fabrikdrucker Anton Westerhausen, Bürgermeistersekretär Johann Westerhausen und Fabrikschmied Peter Zelter.